# Bogusław Sonik
Bogusław Andrzej Sonik (n. 3 decembrie 1953, Cracovia, Polonia) este un om politic polonez, membru al Parlamentului European în perioada 2004-2014 din partea Poloniei.